# Edward Chodorov
Edward Chodorov (Nova York, 17 abril 1904 – Nova York, 9 octubre 1988) va ser director i autor teatral i guionista i productor de pel·lícules entre els anys 1933 i 1951, va ser posat a la llista negra pel Comitè d'Activitats AntiAmericanes, provocant la interrupció de la seva carrera.

## Biografia
Després d'anar breument a la Universitat de Brown, i gràcies a la seva amistat amb Moss Hart, va aconseguir un treball com a director d'escena per a la producció teatral “Abi’s Irish Rose” i a continuació un treball similar en la gira de la producció “Is Zat so”, una sàtira sobre Hollywood. L'experiència aconseguida li va permetre aconseguir feina al departament de publicitat de la Columbia Pictures feina que compaginava amb la redacció de peces teatrals. El 1931, en col·laboració amb Arthur Barton va escriure l'obra “Wonder Boy”, que es va estrenar a Broadway. A partir de 1933 va compaginar la seva activitat com a autor teatral amb la de guionista i productor de pel·lícules per a la Columbia i després per a la Metro-Goldwyn-Mayer o la 20th Century Fox. Entre les pel·lícules escrites o produïdes per Chodorov es pot esmentar The Story of Louis Pasteur (1935) amb la qual Paul Muni va guanyar l'Oscar al millor actor, Graig’s wife (1936), The Hucksters (1947) o Road House (1948). L'any 1953 va ser inclòs a la llista negre del Comitè d'Activitats Antiamericanes en ser identificat com a membre del Partit Comunista pel coreògraf Jerome Robbins, cosa que va suposar l'abandonament de la seva carrera en el cinema.

## Filmografia
- The major of Hell (1933, guió)
- Captured (1933, guió i producció)
- The world changes (1933, guió)
- Madame Du Barry (1934, guió)
- The Story of Louis Pasteur (1935, no consta als crèdits)[2]
- Craig’s wife (1936, guió)
- The league of the frightened men (1937, guió i producció)
- The Devil's playground (1937, productor associat)
- The Devil is driving (1937, producció)
- Yellow Jack (1938, guió)
- Woman against woman (1938, guió i producció)
- Spring madness (1938, guió i producció)
- Rich man, poor girl (1938, producció)
- A hundred to one (1939, producció)
- The man form Dakota (1940, producció)
- Undercurrent (1946, guió)
- The Hucksters (1947, guió)
- Road House (1948, guió i producció)
- Kind Lady (1951, guió)